# Amiota alboguttata
Amiota alboguttata este o specie de muște din genul Amiota, familia Drosophilidae. A fost descrisă pentru prima dată de Johan August Wahlberg în anul 1839. Conform Catalogue of Life specia Amiota alboguttata nu are subspecii cunoscute.